# Boisdinghem
Boisdinghem (niederländisch: Bodingem) ist eine französische Gemeinde mit 255 Einwohnern (Stand 1. Januar 2022) im Département Pas-de-Calais in der Region Hauts-de-France. Sie gehört zum Arrondissement Saint-Omer und zum Kanton Lumbres.

## Lage
Die Gemeinde Boisdinghem liegt im Regionalen Naturpark Caps et Marais d’Opale, zehn Kilometer westlich von Saint-Omer. Nachbargemeinden von Boisdinghem sind Moringhem im Nordosten, Quelmes im Südosten sowie Acquin-Westbécourt im Südwesten.

## Bevölkerungsentwicklung
| Jahr      | 1962 | 1968 | 1975 | 1982 | 1990 | 1999 | 2007 | 2014 |
| Einwohner | 167  | 149  | 141  | 158  | 176  | 191  | 214  | 242  |

## Sehenswürdigkeiten
- Kirche Saint-Omer aus dem 17. Jahrhundert
- zwei Oratorien